# Evektor
Evektor (voluit: Evektor, spol. s.r.o.) is een Tsjechische vliegtuigbouwer en speler in de auto-industrie. Evektor opgericht in 1991 door drie mannen. In 1996 nam Evektor het bedrijf Aerotechnik over, waarna het in 1999 Evektor-Aerotechnik oprichtte als merk om haar vliegtuigen onder te verkopen. De rest van de activiteiten worden nog steeds gedaan onder de naam Evektor.

## Lijst van vliegtuigen
- Evektor Fox